# Mimosa medioxima
Mimosa medioxima är en ärtväxtart som beskrevs av Rupert Charles Barneby. Mimosa medioxima ingår i släktet mimosor, och familjen ärtväxter. Inga underarter finns listade i Catalogue of Life.